# Calyptrochaeta ramosa
Calyptrochaeta ramosa là một loài rêu trong họ Daltoniaceae. Loài này được M. Fleisch. B.C. Tan & H. Rob. mô tả khoa học đầu tiên năm 1990.